# Astrangia woodsi
Astrangia woodsi is een rifkoralensoort uit de familie van de Rhizangiidae. De wetenschappelijke naam van de soort is voor het eerst geldig gepubliceerd in 1955 door Wells.